# Мокрус (Сілезьке воєводство)
Мокрус (пол. Mokrus) — село в Польщі, у гміні Оґродзенець Заверцянського повіту Сілезького воєводства.
Населення — 297 осіб (2011).
У 1975-1998 роках село належало до Катовицького воєводства.

## Демографія
Демографічна структура станом на 31 березня 2011 року:
|          | Загалом | Допрацездатний вік | Працездатний вік | Постпрацездатний вік |
| -------- | ------- | ------------------ | ---------------- | -------------------- |
| Чоловіки | 146     | 26                 | 98               | 22                   |
| Жінки    | 151     | 18                 | 88               | 45                   |
| Разом    | 297     | 44                 | 186              | 67                   |